# Valle de San Juan, Colombia
Valle de San Juan är en ort i Colombia.   Den ligger i departementet Tolima, i den centrala delen av landet, 120 km väster om huvudstaden Bogotá. Valle de San Juan ligger 588 meter över havet och antalet invånare är 1 486.
Terrängen runt Valle de San Juan är varierad. Runt Valle de San Juan är det ganska tätbefolkat, med 80 invånare per kvadratkilometer. Närmaste större samhälle är Rovira, 14,3 km väster om Valle de San Juan. Omgivningarna runt Valle de San Juan är en mosaik av jordbruksmark och naturlig växtlighet.